# Can Vives (la Selva de Mar)
Can Vives és un edifici al nucli antic de la Selva de Mar (Alt Empordà), a l'extrem sud-est de la Plaça de la Constitució, adossada a la torre de defensa bastida al segle xvi.

## Arquitectura
L'edifici és de planta més o menys rectangular i consta de tres plantes. Està organitzada en dues façanes, situades a banda i banda de la torre. La construcció és de rebles de pedra i morter, amb carreus escairats als angles. La façana est dona a la plaça i està distribuïda en dues terrasses a diferent nivell, amb balustrades de terrissa decorada. La precedeix una construcció a manera de vestíbul i una alta paret que taca un reduït pati rectangular davanter. En aquest indret hi ha el portal d'accés al garatge, el qual està resseguit amb peces d'arquivoltes esculpides romàniques que procedeixen de Sant Pere de Rodes. La resta d'obertures d'aquest façana estan també emmarcades en pedra. A la façana de migdia hi ha una porta estreta també resseguida amb carreus rectangulars, llisos i de marbre, de la mateixa procedència que el cas anterior. El primer pis té una galeria correguda amb arcades de mig punt sobre pilars i el darrer una terrassa descoberta. Des de tots dos espais es pot accedir a la torre. L'interior de l'edifici està cobert amb sostres d'embigats i voltes de llunetes, i es troba compartimentat en múltiples estances. Els murs interiors es troben arrebossats.
Cal destacar el portal d'arc rebaixat present a la façana amb sortida a la plaça. Format enterament per elements esculpits d'època romànica, de formes geomètriques, procedents de Sant Pere de Rodes, probablement de la gran portada monumental. Aquesta obra se suposa que és del segle xii, realitzada pel "Mestre de Cabestany". Destaca la decoració en escacat o de daus en relleu. Ambdós muntants tenen sengles basaments fets per grans carreus rectangulars. Al llindar hi ha quatre dovelles que tenen la cara frontal llisa, i a llur caire inferior, un cordó en relleu. La dovella de la clau destaca en sobresortir de la resta. Cal dir que quasi totes les peces romàniques són de marbre, altres de pedra calcària.
A l'interior de la casa hi ha altres relleus de Sant Pere de Rodes.

## Història
La família Vives que ha donat nom a la casa, actuals propietaris encara de l'edifici, és originària, pel que respecta al cognom, del poble empordanès de Llers on va néixer el general de sanitat militar Ignasi Vives i Noguer l'any 1837 (morí a Figueres el 1907), fundador del "Laboratorio Central de Sanidad Militar".
Al marge del portal situat a la façana orientada a la plaça, a l'interior de la casa hi ha d'altres fragments d'escultura arrabassats de Sant Pere de Rodes. Segons l'actual propietari també havia estat guardat a la casa el relleu de la Vocació de Sant Pere del Mestre de Cabestany, avui al Museu Marés de Barcelona.
Els monjos de Sant Pere de Rodes abandonaren el cenobi per traslladar-se a Vilasacra l'any 1798 i, el 1809, la comunitat passà a residir a Figueres; s'extingí el 1835. L'espoliació fou important a partir de l'exclaustració i durà tot el segle xix i inicis del xx.